# 地蔵寺古墳
地蔵寺古墳（じぞうじこふん）は、兵庫県加古川市平荘町池尻にある古墳。形状は円墳と推定される。史跡指定はされていない。

## 概要
兵庫県南部、加古川下流域西岸の地蔵寺山の南麓（標高15メートル）に築造された単独古墳である。墳丘上には地蔵寺の関連建物が所在しており、墳丘の旧状は損なわれている。
墳形は円形と推定され、直径20メートル程度と見積もられる。埋葬施設は両袖式の横穴式石室で、南南東方向に開口する。竜山石の切石を用いた整美な石室であり、奥壁・天井石には巨石が使用され、側壁は不定形の石の組み合わせによって構築される。石室内の副葬品は詳らかでない。築造時期は古墳時代終末期の7世紀後半頃と推定される。
なお、地蔵寺境内には中世に竜山石製石棺を転用した石棺石仏2基が遺存している。使用古墳は不明であるが、1基は石棺→板碑→石仏と転用の変遷が認められており、加古川市指定有形文化財に指定されている。

## 埋葬施設

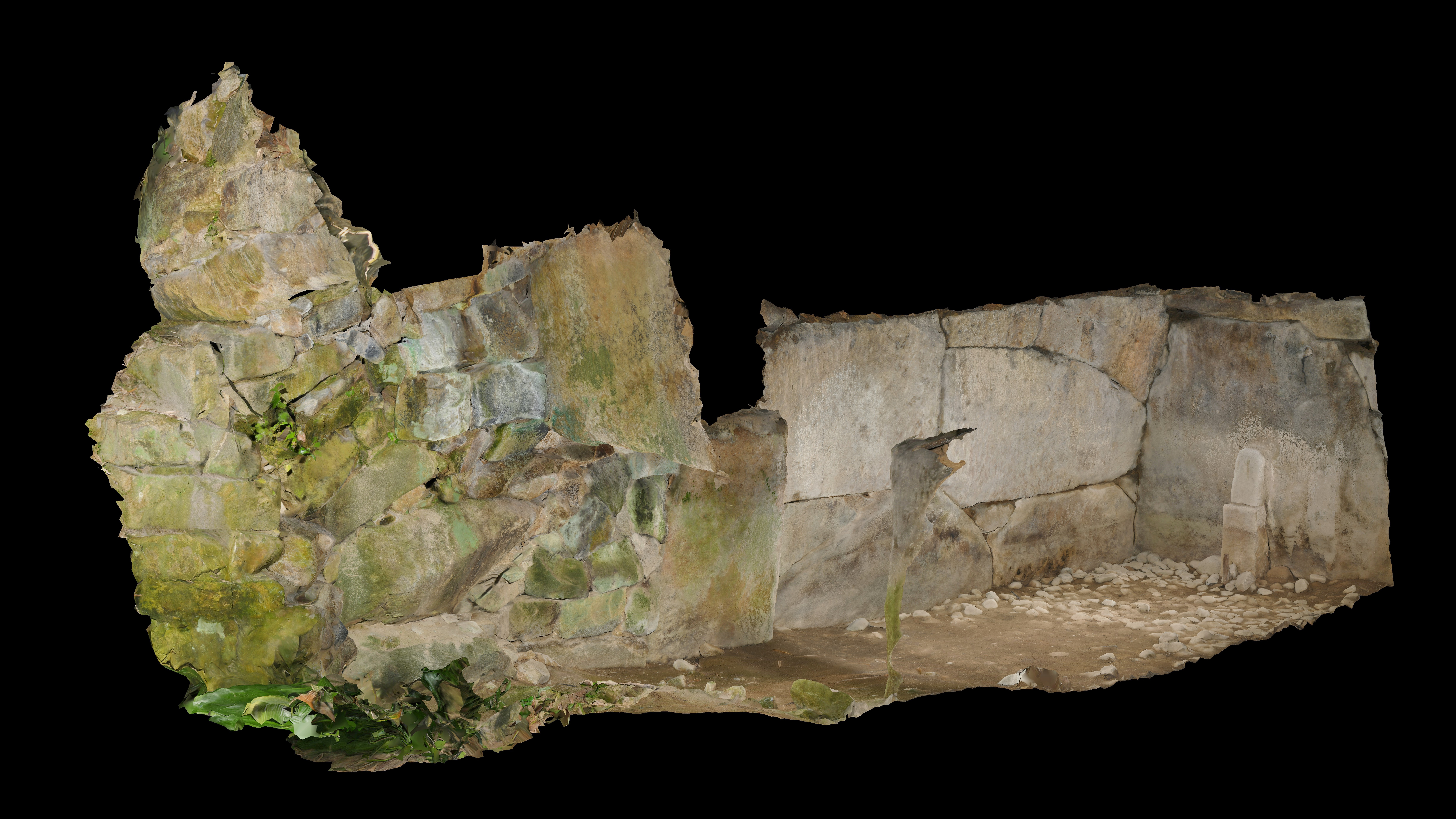
石室パース図

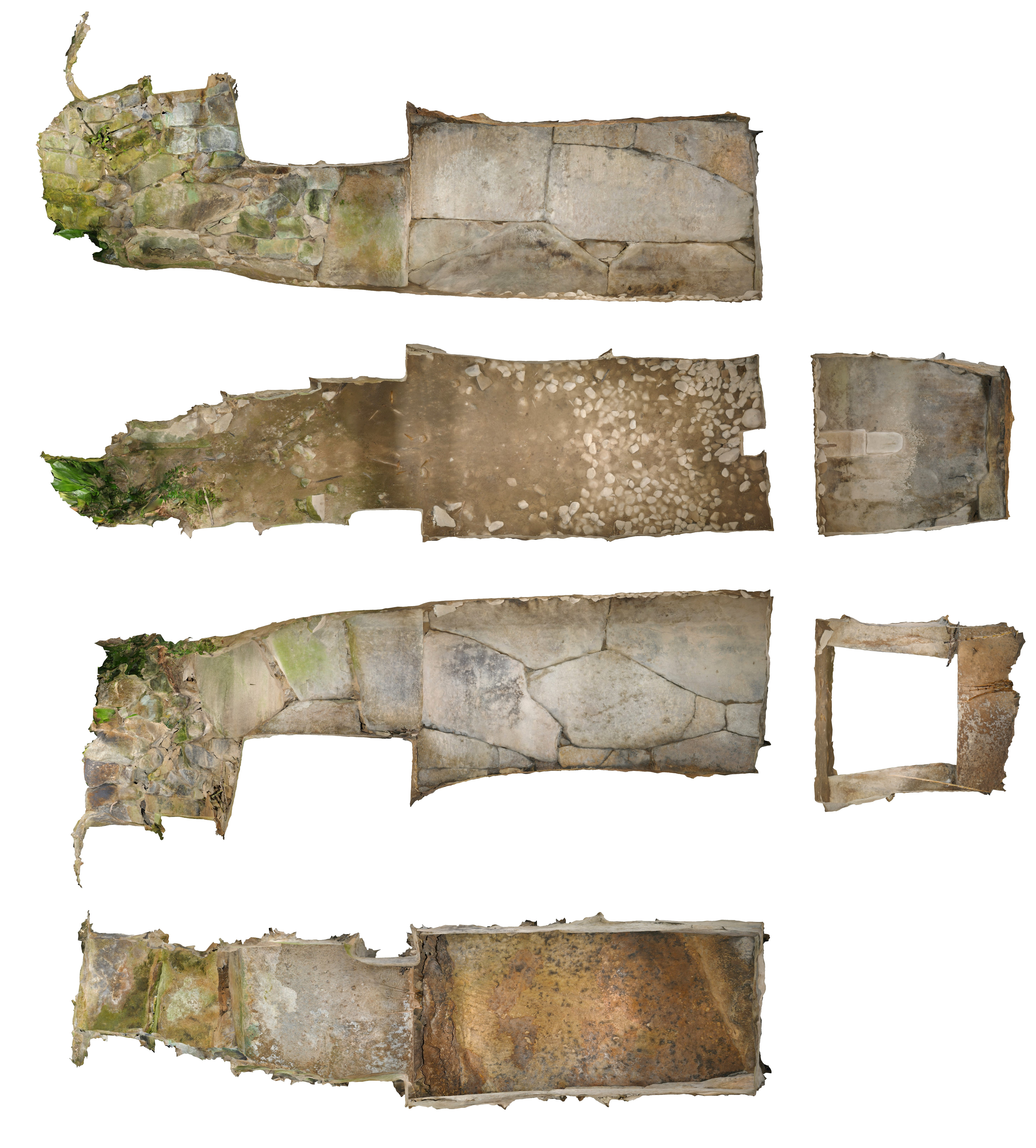
石室展開図

埋葬施設としては両袖式横穴式石室が構築されており、南南東方向に開口する。石室の規模は次の通り。
- 石室全長：現存6.15メートル
- 玄室：長さ3.62-3.68メートル、幅1.785-1.925メートル、高さ約1.90メートル
- 羨道：不明

羨道部は破壊され、後世の積み直しが認められるため、石室の全体像は明らかでない。石室の石材は竜山石の切石。玄室は平面長方形で、長さ対幅は2対1である（唐尺の12尺対6尺か）。奥壁はほぼ垂直に立ち上がり、天井近くまで巨石1石で、その上に小石を積む。側壁は不定形な石の組み合わせによって構築されており、東側壁は3段、西側壁は2段積みである。石の表面にはノミの加工痕が認められるが、石の隙間では認められないことから、積み上げたのちに加工したと推測される。床面には直径10センチメートルの円礫が敷かれるが、築造当時のものかは明らかでない。天井石は2石で、最奥以外は巨石1枚とする。
現在は石室内に小石仏が祀られる。

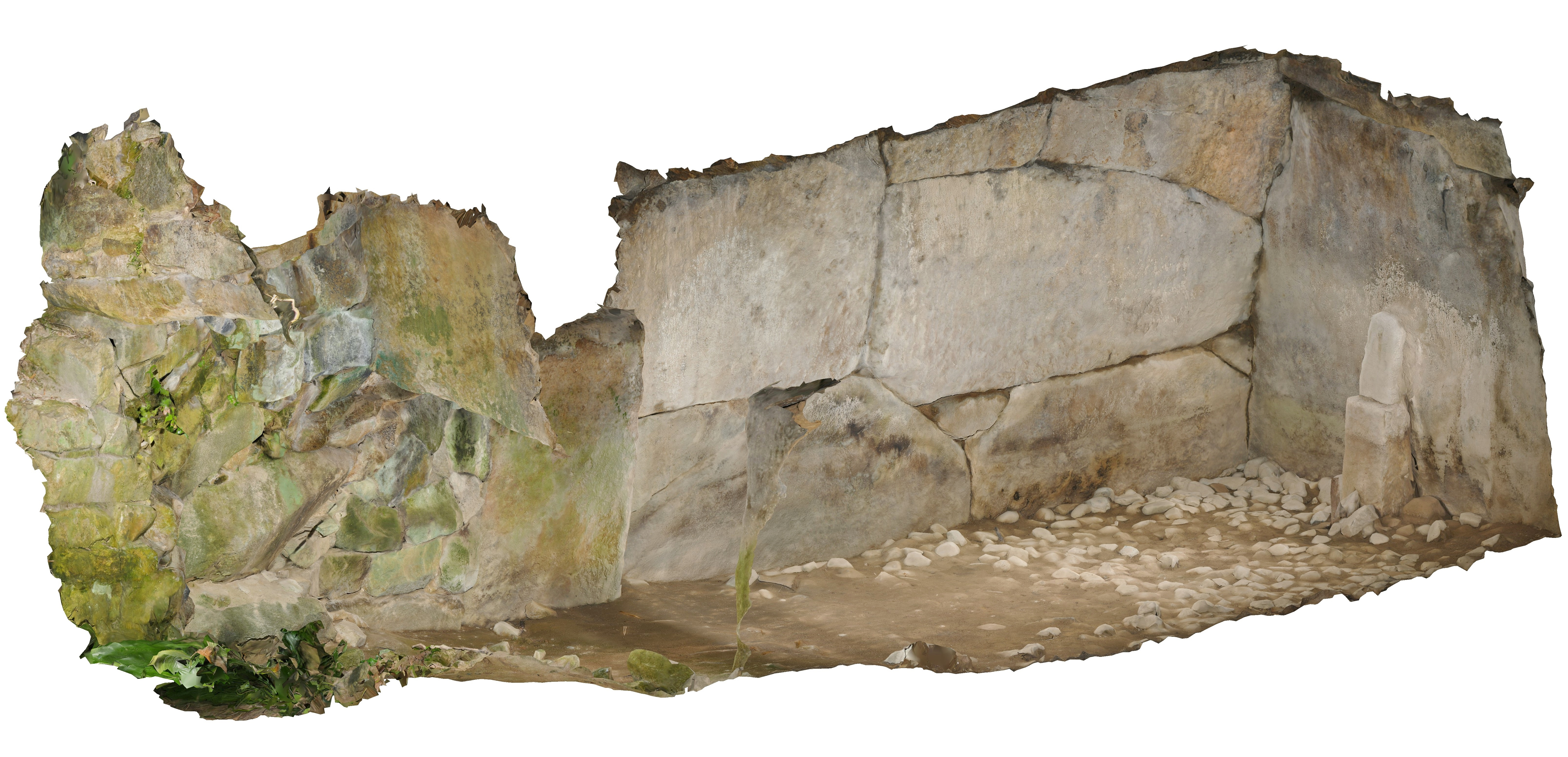
石室俯瞰図
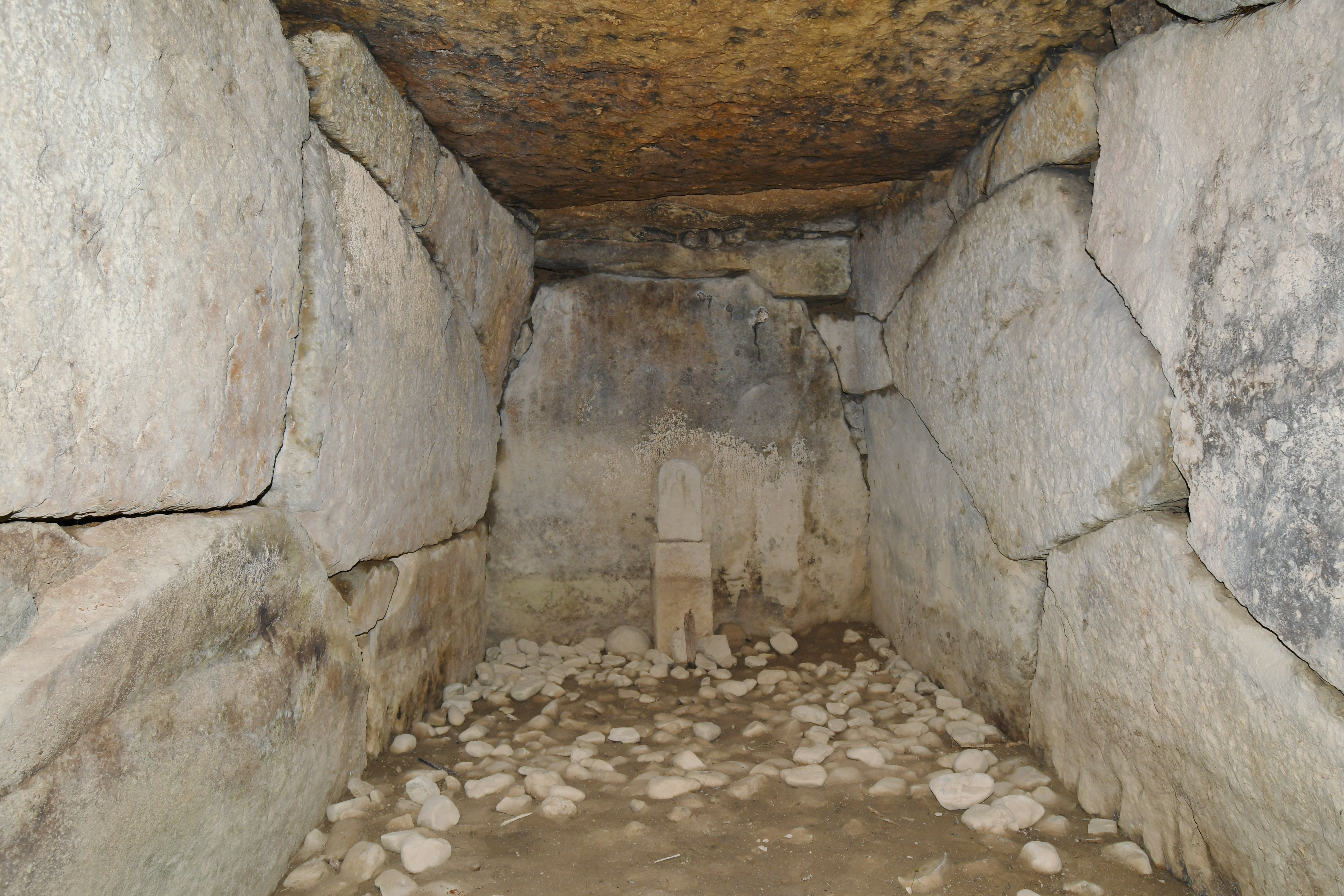
玄室（奥壁方向）
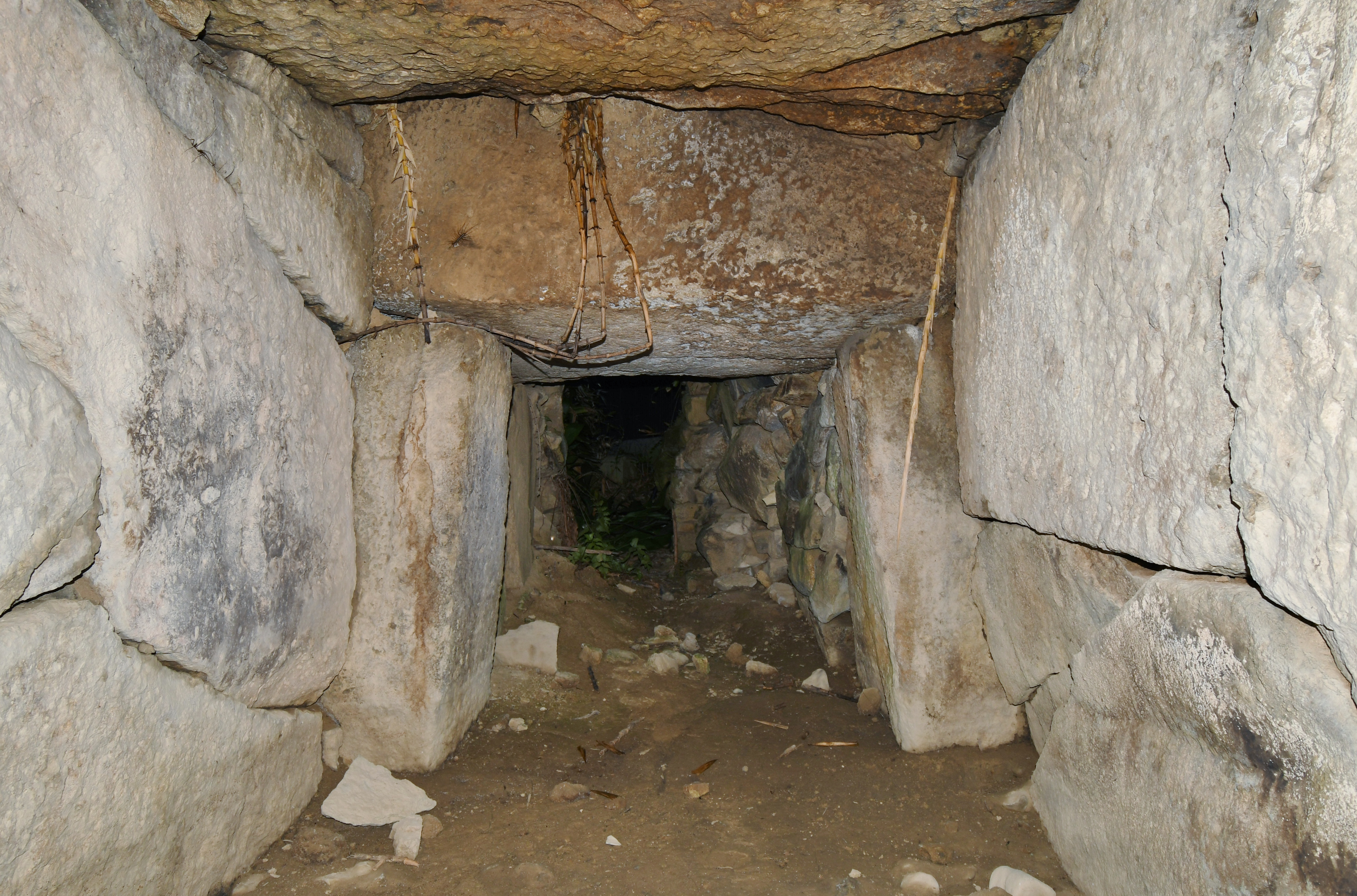
玄室（羨道方向）
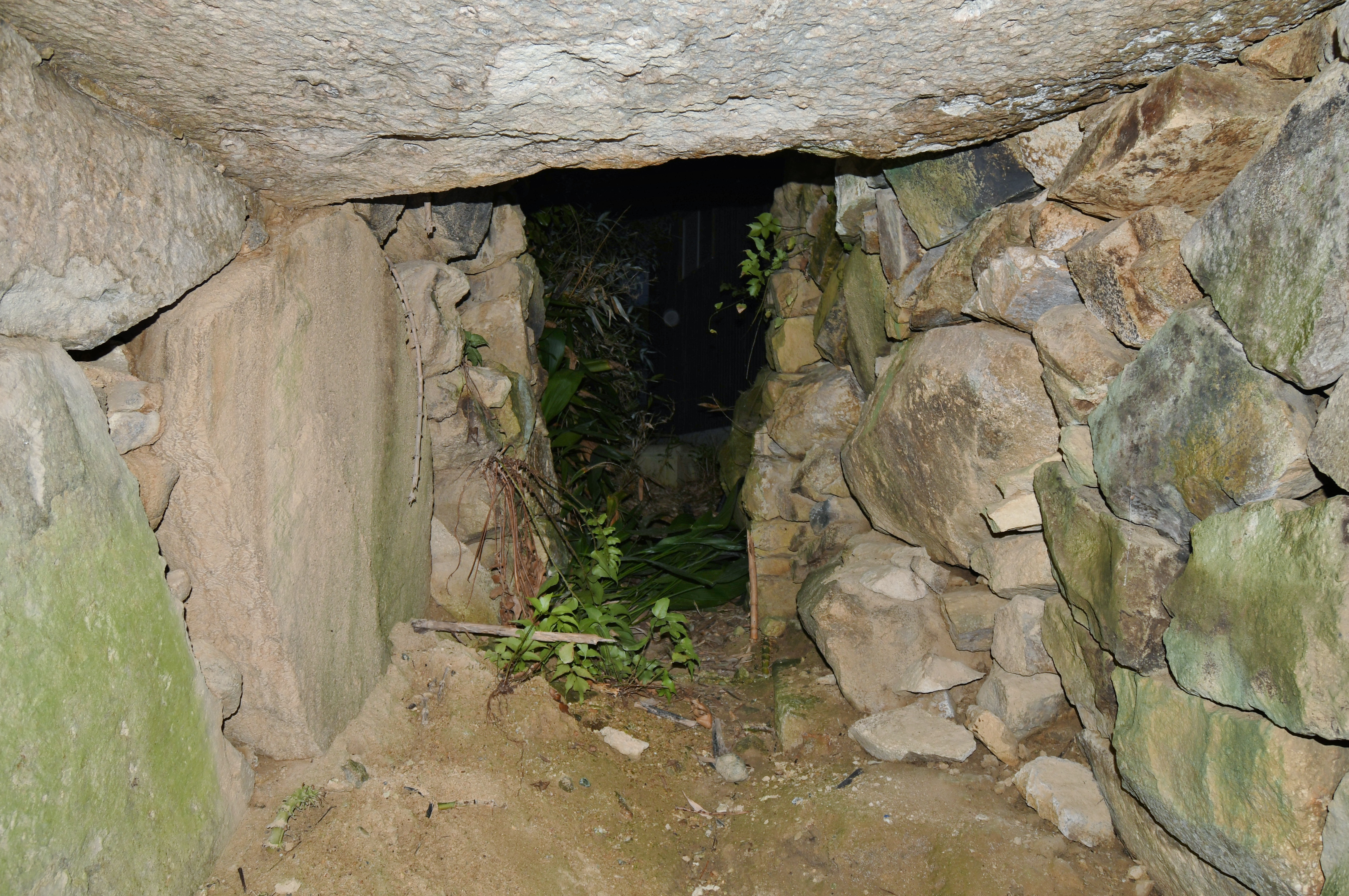
羨道（開口部方向）
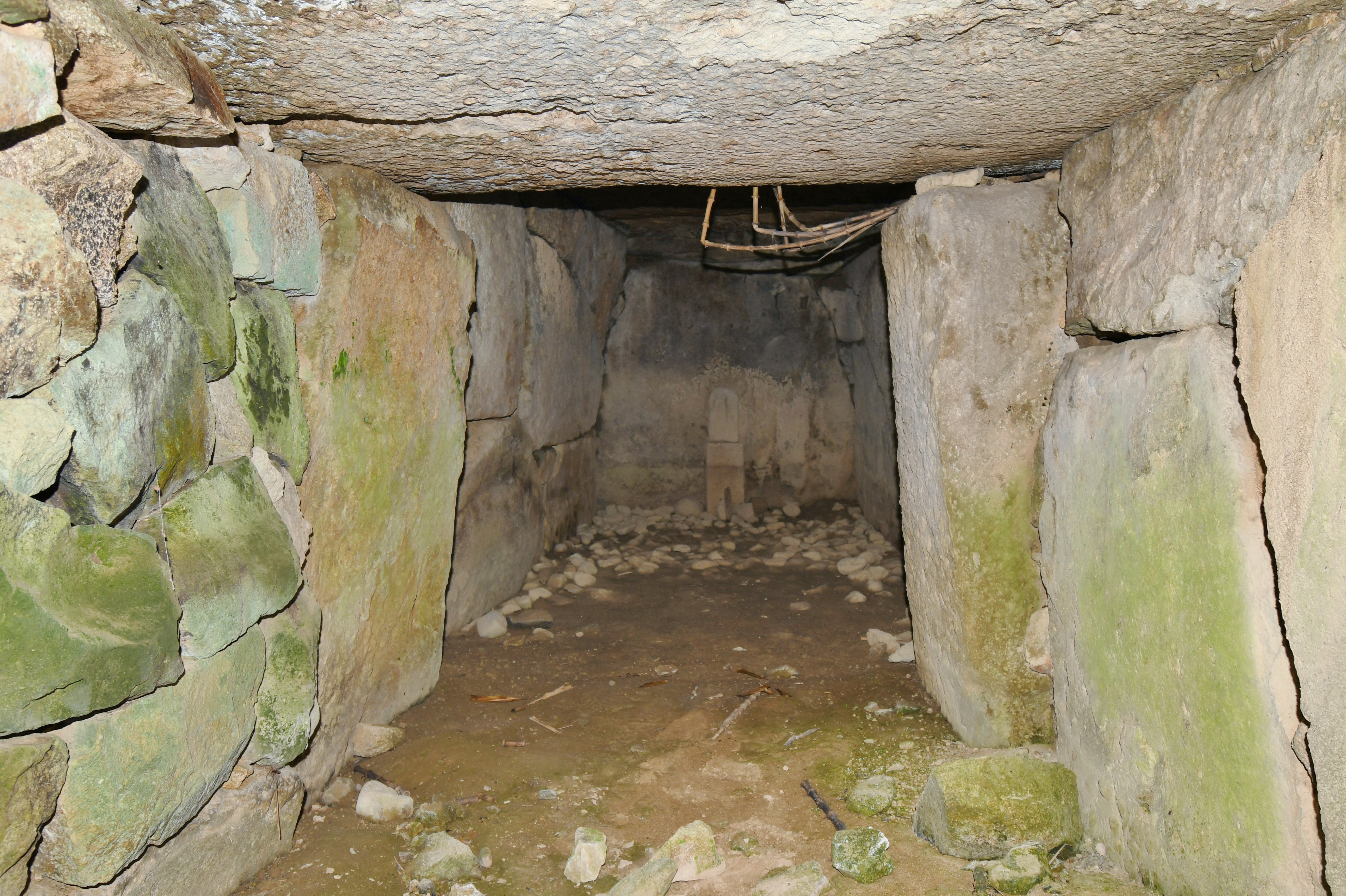
羨道（玄室方向）
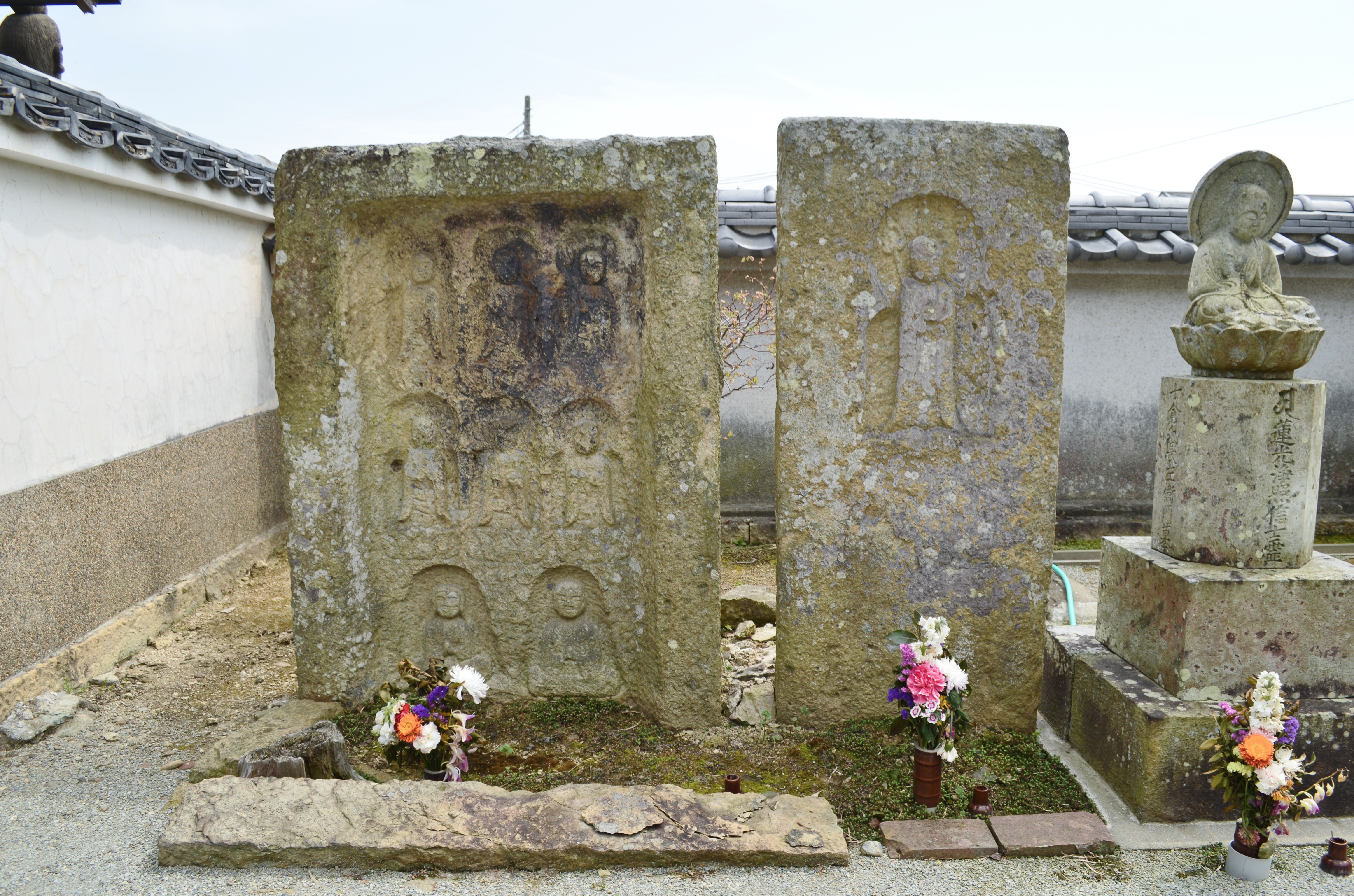
地蔵寺境内の石棺仏（参考画像） 右の石棺仏は加古川市指定有形文化財。